# Parastacus brasiliensis
Parastacus brasiliensis är en kräftdjursart som först beskrevs av von Martens 1869.  Parastacus brasiliensis ingår i släktet Parastacus och familjen Parastacidae. IUCN kategoriserar arten globalt som nära hotad. Inga underarter finns listade i Catalogue of Life.